# Immanuel Bonfils
Immanuel ben Jacob Bonfils (c. 1300 - 1377) était un mathématicien, astronome et rabbin juif français, du moyen âge. Il fut pionnier du calcul exponentiel et on lui attribue l'invention du système de fractions décimales. Il a enseigné les mathématiques et l'astronomie à Orange et plus tard vécu à Tarascon, deux villes faisant alors parti du Saint Empire Romain Germanique, et aujourd'hui de la France. Bonfils étudia notamment le travail de Gersonide (Levi Ben Gershom), ainsi que celui de Al-Battani,.
Bonfils précède toute tentative européenne de création d'un système décimal de 150 ans, avec la publication du traité Méthode de division par le Rabbin Immanuel et Autre sujets ((hébreu : דרך חילוק)) sur une théorie générale des fractions décimales autour de 1350. Ce n'est qu'en 1585, que Simon Stevin publiera le premier texte ayant une large diffusion, portant sur l'utilisation une notation décimale pour les entiers, les fractions avec des exposants positifs et négatifs,,.
En 1365, Bonfils publie à Tarascon le travail pour lequel il sera le plus célèbre, Sepher Shesh Kenaphayim (Livre des Six Ailes) (hébreu : שש כנפים), un manuscrit sur les éclipses comprenant des tables astronomiques prédisant les positions du soleil et de la lune (divisées en six parties),. Le livre comprend des données pour chaque date importante du calendrier hébraïque et même des facteurs de corrections nécessaires pour ceux vivant jusqu'à Constantinople. Ce découpage des tables en six parties est une référence aux six ailes du séraphin mentionné dans la Bible à Isaïe 6:2, ce qui valu à Bonfils le surnom de maître des ailes.
Pendant 300 ans, les calculs de Bonfils ont été largement utilisées par lese marines et les explorateurs. Le livre a été traduit de l'hébreu au Latin en 1406 par Johannes Lucae e Camerino et en grec en 1435 par Michael Chrysolokikkes. Ce livre inspira le chimiste George Sarton pour publier sa propre version des Six ailes presque 600 ans plus tard. Bonfils a traduit de nombreux livres du latin vers l'hébreu. Il a aussi écrit un traité sur la relation entre le diamètre et la circonférence d'un cercle et sur les méthodes de calcule des racines carrées.